# Ligat ha'Al 2013-2014 (pallacanestro)
La Ligat ha'Al 2013-2014, nota anche come Winner League 2013-2014 fu la 60ª edizione del massimo campionato israeliano di pallacanestro maschile. Il titolo di Campione di Israele andò per la 51ª volta al Maccabi Tel Aviv che si impose in una doppia finale al cardiopalmo sui detentori del Maccabi Haifa solo al tempo supplementare della gara di ritorno. Alla vittoria del Maccabi Tel Aviv ad Haifa di quattro punti (77-81), seguì il successo dei campioni in carica a Tel Aviv col medesimo scarto (75-79). Fu così necessario un tempo supplementare per proclamare la squadra campione. Al termine del quale vinse il Maccabi Haifa ma con uno scarto insufficiente per aggiudicarsi per il secondo anno consecutivo il titolo (82-84).

## Format
L'Ironi Ashkelon, retrocesso al termine della stagione 2012/13 è stato rimpiazzato dal neopromosso Ironi Nes Ziona.
Cambio di format rispetto alla precedente edizione. Il campionato è stato strutturato su tre fasi:
- Regular Season: le 12 squadre si affrontano secondo il tradizionale metodo Round-robin con gare di andata e ritorno per un totale di 22 incontri.
- Poule: al termine delle 22 giornate, le squadre vengono divise in base alla posizione in classifica in due poule. Le prime 4 nella Poule playoff si affronteranno secondo il metodo Round-robin con gare di andata e ritorno per un totale di altri 6 incontri. Le squadre classificate dalla 5 alla 12 posizione prenderanno parte alla Poule salvezza e si affronteranno una sola volta per un totale di altre 7 giornate al termine delle quali, l'ultima classificata sarà retrocessa in Liga Leumit
- Play off: al termine delle giornate di Poule, le 4 squadre della Poule playoff e le prime 4 squadre della Poule salvezza daranno vita ai playoff per il titolo strutturati nella seguente maniera: quarti e semifinali al meglio delle 5 gare, finale non più in gara unica ma con gare di andata e ritorno e titolo assegnato a chi otterrà due vittorie o, in caso di una vittoria per parte, alla squadra che avrà ottenuto la miglior differenza canestri.

## Regular season
|  |     | Classifica stagione regolare 2013-2014 | PT | G  | V  | P  | PF   | PS   | Dif  |
|  | --- | -------------------------------------- | -- | -- | -- | -- | ---- | ---- | ---- |
|  | 1.  | Maccabi Electra Tel Aviv               | 40 | 22 | 18 | 4  | 1814 | 1635 | +179 |
|  | 2.  | Hapoel Migdal Gerusalemme              | 39 | 22 | 17 | 5  | 1824 | 1700 | +124 |
|  | 3.  | Maccabi Haifa                          | 37 | 22 | 15 | 7  | 1842 | 1711 | +131 |
|  | 4.  | Hapoel SP Tel Aviv                     | 36 | 22 | 14 | 8  | 1717 | 1680 | +37  |
|  | 5.  | Hapoel Fattal Eilat                    | 35 | 22 | 13 | 9  | 1713 | 1705 | +8   |
|  | 6.  | Ironi Nes Ziona                        | 34 | 22 | 12 | 10 | 1762 | 1744 | +18  |
|  | 7.  | Hapoel Unet Holon                      | 33 | 22 | 11 | 11 | 1717 | 1683 | +34  |
|  | 8.  | Hapoel Gilboa Galil                    | 31 | 22 | 9  | 13 | 1596 | 1644 | -48  |
|  | 9.  | Barak GreenTops Netanya                | 29 | 22 | 7  | 15 | 1599 | 1747 | -148 |
|  | 10. | Eshet T. Bnei Hasharon Herzliya        | 28 | 22 | 6  | 16 | 1761 | 1790 | -29  |
|  | 11. | Maccabi Offici Rishon LeZion           | 28 | 22 | 6  | 16 | 1608 | 1766 | -158 |
|  | 12. | Maccabi Yahad Habonim Ashdod           | 26 | 22 | 4  | 18 | 1692 | 1840 | -148 |

## Seconda fase

### Poule playoff
|  |    | Classifica Poule Play-off 2013-2014 | PT | G  | V  | P  | PF   | PS   | Dif  |
|  | -- | ----------------------------------- | -- | -- | -- | -- | ---- | ---- | ---- |
|  | 1. | Maccabi Electra Tel Aviv            | 50 | 28 | 22 | 6  | 2275 | 2089 | +186 |
|  | 2. | Hapoel Migdal Gerusalemme           | 49 | 28 | 21 | 7  | 2328 | 2162 | +166 |
|  | 3. | Maccabi Haifa                       | 46 | 28 | 18 | 10 | 2290 | 2167 | +123 |
|  | 4. | Hapoel SP Tel Aviv                  | 43 | 28 | 15 | 13 | 2202 | 2206 | -4   |

### Poule salvezza
|  |     | Classifica Poule Salvezza 2013-2014 | PT | G  | V  | P  | PF   | PS   | Dif  |
|  | --- | ----------------------------------- | -- | -- | -- | -- | ---- | ---- | ---- |
|  | 5.  | Hapoel Fattal Eilat                 | 47 | 29 | 18 | 11 | 2308 | 2261 | +47  |
|  | 6.  | Ironi Nes Ziona                     | 45 | 29 | 16 | 13 | 2344 | 2295 | +49  |
|  | 7.  | Hapoel Unet Holon                   | 44 | 29 | 15 | 14 | 2290 | 2206 | +84  |
|  | 8.  | Hapoel Gilboa Galil                 | 43 | 29 | 14 | 15 | 2187 | 2205 | -18  |
|  | 9.  | Barak GreenTops Netanya             | 38 | 29 | 9  | 20 | 2140 | 2352 | -212 |
|  | 10. | Maccabi Offici Rishon LeZion        | 38 | 29 | 9  | 20 | 2153 | 2314 | -161 |
|  | 11. | Eshet T. Bnei Hasharon Herzliya     | 37 | 29 | 8  | 21 | 2296 | 2366 | -70  |
|  | 12. | Maccabi Yahad Habonim Ashdod        | 36 | 29 | 7  | 22 | 2214 | 2404 | -190 |

## Playoffs

### Tabellone
|  | Quarti di finale | Quarti di finale | Quarti di finale |               |                 | Semifinali       | Semifinali | Semifinali |  |  | Finali | Finali           | Finali |
|  |                  |                  |                  |               |                 |                  |            |            |  |  |        |                  |        |
|  | 1                | Maccabi Tel Aviv | 3                |               |                 |                  |            |            |  |  |        |                  |        |
|  | 8                | Hap. Gilboa G.E. | 1                |               |                 |                  |            |            |  |  |        |                  |        |
|  | 8                | Hap. Gilboa G.E. | 1                |               | 1               | Maccabi Tel Aviv | 3          |            |  |  |        |                  |        |
|  |                  |                  |                  |               | 1               | Maccabi Tel Aviv | 3          |            |  |  |        |                  |        |
|  |                  | 5                | Hapoel Eilat     | 1             |                 |                  |            |            |  |  |        |                  |        |
|  | 4                | 5                | Hapoel Eilat     | 1             | Hapoel Tel Aviv | 1                |            |            |  |  |        |                  |        |
|  | 4                |                  |                  |               | Hapoel Tel Aviv | 1                |            |            |  |  |        |                  |        |
|  | 5                | Hapoel Eilat     | 3                |               |                 |                  |            |            |  |  |        |                  |        |
|  |                  |                  |                  |               |                 |                  |            |            |  |  | 1      | Maccabi Tel Aviv | 163    |
|  |                  |                  | 3                | Maccabi Haifa | 161             |                  |            |            |  |  |        |                  |        |
|  | 3                | Maccabi Haifa    | 3                |               |                 |                  |            |            |  |  |        |                  |        |
|  | 6                | Ironi Nes Ziona  | 2                |               |                 |                  |            |            |  |  |        |                  |        |
|  | 6                | Ironi Nes Ziona  | 2                |               | 3               | Maccabi Haifa    | 3          |            |  |  |        |                  |        |
|  |                  |                  |                  |               | 3               | Maccabi Haifa    | 3          |            |  |  |        |                  |        |
|  |                  | 2                | H. Gerusalemme   | 1             |                 |                  |            |            |  |  |        |                  |        |
|  | 2                | 2                | H. Gerusalemme   | 1             | H. Gerusalemme  | 3                |            |            |  |  |        |                  |        |
|  | 2                |                  |                  |               | H. Gerusalemme  | 3                |            |            |  |  |        |                  |        |
|  | 7                | Hapoel Holon     | 1                |               |                 |                  |            |            |  |  |        |                  |        |

### Quarti di finale
| Squadra 1                 | Totale | Squadra 2           | Gara 1 | Gara 2 | Gara 3 | Gara 4 | Gara 5 |
| ------------------------- | ------ | ------------------- | ------ | ------ | ------ | ------ | ------ |
| Maccabi Electra Tel Aviv  | 3 - 1  | Hapoel Gilboa Galil | 99-93  | 71-75  | 93-67  | 94-65  |        |
| Hapoel SP Tel Aviv        | 1 - 3  | Hapoel Fattal Eilat | 82-98  | 78-83  | 98-77  | 73-83  |        |
| Hapoel Migdal Gerusalemme | 3 - 1  | Hapoel Unet Holon   | 89-83  | 75-79  | 85-78  | 75-74  |        |
| Maccabi Haifa             | 3 - 2  | Ironi Nes Ziona     | 78-67  | 59-79  | 88-71  | 65-92  | 68-67  |

### Semifinali
| Squadra 1                 | Totale | Squadra 2           | Gara 1 | Gara 2 | Gara 3 | Gara 4 | Gara 5 |
| ------------------------- | ------ | ------------------- | ------ | ------ | ------ | ------ | ------ |
| Maccabi Electra Tel Aviv  | 3 - 1  | Hapoel Fattal Eilat | 90-72  | 71-81  | 97-75  | 100-96 |        |
| Hapoel Migdal Gerusalemme | 1 - 3  | Maccabi Haifa       | 79-107 | 70-82  | 70-63  | 68-90  |        |

### Finale
| Squadra 1     | Totale    | Squadra 2                | Andata | Ritorno |
| ------------- | --------- | ------------------------ | ------ | ------- |
| Maccabi Haifa | 161 - 163 | Maccabi Electra Tel Aviv | 77-81  | 84-82   |

| Ligat ha'Al 2013-2014               |
| ----------------------------------- |
| Maccabi Electra Tel Aviv 51º titolo |

## Squadra vincitrice
| Maccabi Electra Tel Aviv 2013-14 | Maccabi Electra Tel Aviv 2013-14 |
| Giocatori                        | Staff tecnico                    |
| -------------------------------- | -------------------------------- |

| N. | Naz.                                           | Ruolo | Nome                    | Anno | Alt.   | Peso   |  |
| -- | ---------------------------------------------- | ----- | ----------------------- | ---- | ------ | ------ |  |
| 4  | Stati Uniti (bandiera) · Montenegro (bandiera) | P     | Tyrese Rice             | 1987 | 185 cm | 86 kg  |  |
| 5  | Guyana (bandiera)                              | C     | Shawn James             | 1983 | 208 cm | 102 kg |  |
| 6  | Stati Uniti (bandiera)                         | G     | Devin Smith             | 1983 | 198 cm | 101 kg |  |
| 7  | Stati Uniti (bandiera) · Georgia (bandiera)    | PG    | Ricky Hickman           | 1985 | 189 cm | 88 kg  |  |
| 8  | Australia (bandiera)                           | A     | Joe Ingles              | 1987 | 203 cm | 102 kg |  |
| 9  | Stati Uniti (bandiera) · Israele (bandiera)    | AC    | Alex Tyus               | 1988 | 203 cm | 100 kg |  |
| 10 | Israele (bandiera)                             | AP    | Guy Pnini (C)           | 1983 | 201 cm | 97 kg  |  |
| 11 | Stati Uniti (bandiera) · Israele (bandiera)    | AC    | Jake Cohen              | 1990 | 210 cm | 107 kg |  |
| 11 | Croazia (bandiera)                             | C     | Andrija Žižić           | 1980 | 206 cm | 106 kg |  |
| 12 | Israele (bandiera)                             | G     | Yogev Ohayon            | 1987 | 189 cm | 86 kg  |  |
| 13 | Stati Uniti (bandiera) · Israele (bandiera)    | AG    | David Blu               | 1980 | 201 cm | 109 kg |  |
| 14 | Israele (bandiera)                             | C     | Ben Altit               | 1993 | 208 cm | 102 kg |  |
| 15 | Stati Uniti (bandiera) · Israele (bandiera)    | AP    | Sylven Landesberg       | 1990 | 198 cm | 95 kg  |  |
| 21 | Grecia (bandiera)                              | C     | Sofoklīs Schortsianitīs | 1985 | 206 cm | 156 kg |  |
| 22 | Israele (bandiera)                             | G     | Arad Harari             | 1994 | 196 cm |        |  |
| 23 | Israele (bandiera)                             | P     | Yuval Naimy             | 1990 | 210 cm | 107 kg |  |

| Allenatore                                                                            |
| - / David Blatt                                                                       |
| Assistente/i                                                                          |
| - Guy Goodes - Alon Stein Legenda - (C) Capitano - (IN) Inattivo - Infortunato Roster |